# Teith
Der Teith in Schottland fließt von Nordwesten in den Forth nahe Drip nordwestlich von Stirling. Er weist eine Länge von 22,6 Kilometern auf.

## Etymologie
Der Name kommt von schottisch-gälisch Uisge Theavich („der schöne Fluss“).

## Verlauf
Der Fluss bildet sich aus zwei Bächen: einen aus dem Loch Venachar, dem Eas Gobhain („des Schmiedes Kaskade“), und einen aus dem Loch Lubnaig – Garbh Uisge („das raue Wasser“). Der Fluss fließt durch Callander, Deanston und Doune, bevor er mit dem kleineren Forth stromaufwärts von Stirling zusammenfließt. Die Deanston-Brennerei nahe Doune nutzt den Teith, um Wasser für die Herstellung von Whisky zu gewinnen.

## Bedeutung
Der Teith ist wegen seiner Fischerei und der Bogenbrücke 800 m südwestlich von Doune bekannt.
Der „Brig o’ Teith“ wurde 1535 von Robert Spittal, dem königlichen Schneider von Maria Stuart, konstruiert. Gemäß Charles Roger in A Week at Bridge of Allan 1851, verweigerte ein Fährmann die Übersetzung von Spittal über den Teith, als der seine Geldbörse nicht dabei hatte und zahlungsunfähig war.